# Bánhorváti
Bánhorváti là một thị trấn thuộc hạt Borsod-Abaúj-Zemplén, Hungary. Thị trấn này có diện tích 28,48 km², dân số năm 2010 là 1369 người, mật độ 48 người/km².